# HD 42716
HD 42716, KELT-2 — тройная звезда в созвездии Голубя на расстоянии приблизительно 784 световых лет (около 240 парсек) от Солнца. Визуальная звёздная величина звезды — +8,77m.
Вокруг звезды обращается, как минимум, одна планета.

## Характеристики
Первый компонент — белая звезда спектрального класса A2, или F8IV. Масса — около 1,314 солнечной, радиус — около 1,836 солнечного, светимость — около 8,275 солнечной. Эффективная температура — около 7312 K.
Второй компонент. Орбитальный период — около 11,395 суток.
Третий компонент — оранжевый карлик спектрального класса K2. Орбитальный период — около 3500 лет. Удалён на 2,29 угловой секунды (в среднем около 295 а.е.).

## Планетная система
В 2012 году группой астрономов проекта KELT было объявлено об открытии планеты KELT-2 Ab.